# 29. lipnja
29. lipnja (29. 6.) 180. je dan godine po gregorijanskom kalendaru (181. u prijestupnoj godini).
Do kraja godine ima još 185 dana.

## Događaji
- 1244. – Sklopljen mir između hrvatsko-ugarske države i Mletaka. Nakon poraza u lanjskoj vojni i građanskog rata u Hrvatskoj koji je bjesnio, hrvatsko-ugarski kralj Bela prepustio je Mlečanima Zadar s pripadajućim zemljama.
- 1900. – Utemeljena je Nobelova nagrada, najuglednija svjetska nagrada, koja se dodjeljuje znanstvenicima, književnicima i mirotvorcima
- 1913. – Izbio je Drugi balkanski rat, između Bugarske i saveza Grčke i Srbije, kojima su se priključili i Crna Gora, Rumunjska i Turska
- 1940. – Po odluci pape Pija XII., počela se slaviti se Hrvatska Sveta Godina, povodom 1300. godišnjice kršćanstva u Hrvata.
- 1976. – Isabele Peron postala je prva predsjednica Argentine.
- 2013. – Papa Franjo objavio encikliku Lumen fidei.

| - 1136. – Petronilla od Aragona, aragonska kraljica († 1173.) - 1482. – Marija Aragonska i Kastiljska, portugalska kraljica († 1517.) - 1786. – Pedro Juan Caballero, paragvajski političar († 1821.) - 1798. – Giacomo Leopardi, talijanski pjesnik († 1837.) - 1801. – Frédéric Bastiat, baskijsko-francuski teoretičar i ekonomist (*† 1850.) - 1880. – Ivan Kuhar, hrvatski pisac i svećenik († 1941.) - 1886. – Robert Schuman, jedan od osnivača Europske unije († 1963.) - 1900. – Antoine de Saint-Exupéry, francuski književnik i avijatičar († 1944.) - 1908. – Anna Sten, ukrajinsko-američka glumica († 1993.) - 1920. – Ray Harryhausen, američki filmski umjetnik i Oskarovac († 2013.) - 1925. – Giorgio Napolitano, talijanski političar - 1951. – Darko Glavan, hrvatski povjesničar umjetnosti i glazbeni kritičar († 2009.) - 1957. – Gurbanguly Berdimuhamedow, predsjednik Tukmenistana - 1978. – Nicole Scherzinger, američka pjevačica, plesačica,model i glumica - 1980. – Petar Šuto, hrvatski nogometaš | - 226. – Cao Pi, prvi car Cao Weija (* 187.) - 1840. – Lucien Bonaparte, francuski princ (* 1775.) - 1853. – Adrien-Henri de Jussieu, francuski botaničar (* 1797.) - 1860. – Thomas Addison, engleski liječnik i znanstvenik (* 1793.) - 1861. – Elizabeth Barrett Browning, engleska književnica (* 1806.) - 1875. – Ferdinand I. Austrijski, austrijski car i ugarsko-hrvatski kralj (* 1793.) - 1895. – Thomas Henry Huxley, engleski biolog (* 1825.) - 1907. – Ivan Iletić, pisac i učitelj gradišćanskih Hrvata (* 1841.) - 1932. – Ivan Rendić, hrvatski kipar (* 1849.) - 1940. – Paul Klee, njemačko-švicarski slikar (* 1879.) - 1941. – Ignacy Jan Paderewski, poljski pijanist, skladatelj i diplomat (* 1860.) - 1967. – Jayne Mansfield, američka glumica (* 1933.) - 1995. – Lana Turner, američka glumica (* 1921.) - 2002. – Rosemary Clooney, američka glumica (* 1928.) - 2003. – Katharine Hepburn, američka glumica (* 1907.) - 2004. – Stipe Šuvar, hrvatski političar (* 1936.) - 2008. – Don S. Davis, američki glumac (* 1942.) - 2011. – Stefano Gobbi, talijanski katolički svećenik (* 1930.) - 2023. – Inoslav Bešker, hrvatski novinar i sveučilišni profesor (* 1950.) |

## Blagdani i spomendani
- Petrovo
- Ema Krška
- Dan grada Duge Rese
- Dan grada Supetra
- Dan grada Vrgorca
- Međunarodni dan Dunava[1]

## Imendani
- Petar, Petra, Pero
- Pavao, Pavla, Paulo, Paula, Paolo, Paola, Paulina
- Ema